# بخش گرمخان
بخش گرمخان یکی از بخش‌های شهرستان بجنورد در استان خراسان شمالی ایران است.

## تقسیمات کشوری
- بخش گرمخان
  - دهستان گرمخان
  - دهستان گیفان

شهرها: حصار گرم‌خان

## جمعیت
بنابر سرشماری مرکز آمار ایران، جمعیت بخش گرمخان شهرستان بجنورد در سال ۱۳۸۵ برابر با ۲۸۴۳۲ نفر بوده‌است.